# Француз, Анатолий Иосифович
Анато́лий Ио́сифович Францу́з (23 марта 1954, Монастыриска, Тернопольская область — 18 января 2025, Киев) — украинский деятель правопорядка и государственный деятель, начальник управлений МВД Ивано-Франковской (1994—2000) и Ровненской (2000—2002) областей, глава Волынской областной администрации (2002—2005), Герой Украины (2002), генерал-лейтенант милиции.

## Биография
Родился 23 марта 1954 года в городе Монастыриска, Тернопольской области. Украинец.

### Образование
- Львовская специальная средняя школа милиции МВД СССР (1977), юрист;
- Киевская высшая школа МВД СССР им. Ф. Э. Дзержинского (1978—1983), юрист-правовед;
- Академия МВД СССР (1990);
- Кандидат юридических наук, кандидатская диссертация «Сложные административные системы: организационно-правовые системы управления» (2000, Университет внутренних дел).

### Деятельность
- С 1972 по 1974 год — служба в Советской армии.
- С 1974 по 1983 год — милиционер Монастыриского РОВД; инспектор, начальник отделения уголовного розыска Зборовского РОВД, УВД Тернопольского облисполкома.
- С 1983 года — преподаватель, Ивано-Франковская специальная средняя школа милиции.
- С 1984 года — начальник 4-го отделения, заместитель начальника отдела уголовного розыска УВД Тернопольского облисполкома.
- С 1988 по 1991 год — заместитель начальника отдела управления уголовного розыска, МВД УССР.
- С сентября 1991 года — начальник организационно-методического отдела управления уголовного розыска, с мая 1992 года — начальник управления по организации оперативно-розыскной деятельности Главного управления уголовного розыска, МВД Украины.
- С ноября 1994 по май 2000 года — начальник, Управление МВД Ивано-Франковской области.
- С мая 2000 по июнь 2002 года — начальник, Управление МВД Ровненской области.
- С 12 июня 2002 по 3 февраля 2005 — председатель Волынской областной государственной администрации.

Генерал-майор милиции с 1995 года, впоследствии — генерал-лейтенант.
Скончался 18 января 2025 года в Киеве в возрасте 70 лет. Похоронен в Ивано-Франковске на кладбище в урочище Демьянов Лаз.

### Семья
Жена Татьяна Ивановна — подполковник милиции. В семье двое детей.

## Награды и заслуги
- Герой Украины (с вручением ордена «Золотая Звезда», 15 апреля 2002 — за личное мужество и героизм, проявленные при задержании международной террористической группы и освобождении заложницы)[3][4].
- Командор ордена Заслуг перед Республикой Польша (13 января 2004, Польша)[5].
- Заслуженный юрист Украины (1999).
- Почётный президент Федерации бокса Украины (1999).
- Член Национального союза журналистов.